# 蒙泰梅站
蒙泰梅站是法国的一个铁路车站，位于法国东北部市镇默兹河畔博尼境内。

## 位置
蒙泰梅站位于默兹河畔博尼城区的北部，默兹河右岸。车站大致呈东南-西北走向，开口朝西南。

## 车站概况
蒙泰梅站是一个小型车站，设有自动售票机，可出售有效期为7天的TER列车车票；同时设有人工服务窗口，但仅每周工作日的上午开放。

## 停靠线路
以下列车线路在蒙泰梅站停靠：
| 蒙泰梅站列车线路表     |              |              |        |              |
| 线路                   | 车种         | 上一站       | 下一站 | 大致运行频率 |
| 沙勒维尔-梅济耶尔—日韦 | 法国大区列车 | 默兹河畔博尼 | 德维尔 | 每天7~14趟   |
| 1.                     |              |              |        |              |

## 配套交通

### 大巴车
蒙泰梅站对应的大巴车上下车地点位于车站前方的空地上，阿登省政府下属的客运公司提供"沙勒维尔-梅济耶尔—蒙泰梅—上河村"大巴车线路。此外，当某条铁路线施工或罢工时，SNCF也会提供途径该线路沿途站点的大巴车。

### 市内交通
蒙泰梅站附近暂无城市公共交通服务。

## 临近车站
| 蒙泰梅站（Gare de Monthermé）  |                  |          |
| 上行车站                       | 线路             | 下行车站 |
| 默兹河畔博尼站                 | 苏瓦松－日韦铁路 | 德维尔站 |
| - 本表仅显示运营中的线路及车站 |                  |          |